# Közösségi portálok listája
Ez a nagyobb, aktív ismeretségi hálózatok honlapjainak a listája, de nem szerepelnek benne a társkereső honlapok.
Ez a lista nem teljes, csak a nagyobb, ismertebb, nevezetesebb honlapok szerepelnek rajta.
| Név                        | Leírás | Indulása             | Felhasználók                    | Regisztráció                                                                    | Globális Alexa Értékelés |
| -------------------------- | --- | -------------------- | ------------------------------- | ------------------------------------------------------------------------------- | ------------------------ |
| Efektor                    | Magyar fejlesztésű nemzetközi videós közösségi oldal, kihívásokra alapozva. | 2020.december 6.     |                                 | Nyílt                                                                           |                          |
| szisz.eu (2020-tól Hundub) | Magyar közösségi portál korszakalkotó funkciókkal | 2018. oktober        | 291 000                         | Nyílt                                                                           | 19294                    |
| Academia.edu               | Akadémikusok, kutatók ismeretségi hálózata | 2008. szeptember     | 211 000                         | Nyílt                                                                           | 9294                     |
| Advogato                   | Szabad és nyílt forráskódú szoftverek fejlesztői | 1999                 | 13 575                          | Nyílt                                                                           | 139 873                  |
| aNobii                     | Könyvek | 2006                 |                                 | Nyílt                                                                           | 11 992                   |
| aSmallWorld                | Európai származású tehetős és ismert emberek | 2004. március        | 550 000                         | Meghívásos                                                                      | 5978                     |
| AsianAvenue                | Az amerikai ázsiaiak ismeretségi hálózata | 1997                 |                                 | Nyilvános                                                                       |                          |
| Athlinks                   | Futás, úszás | 2001.                | 139 458                         | Nyilvános                                                                       | 75 362                   |
| Audimated.com              | Független zenei | 2010                 |                                 | Nyilvános                                                                       | 486 598                  |
| Avatars United             | Online játékok | 2008-03              |                                 | Nyilvános                                                                       | 9 641 523                |
| Bebo                       | Általános | 2005. július         | 117 000 000                     | Nyilvános 13 éven felülieknek                                                   | 2148                     |
| Bigadda                    | Indiai Ismeretségi Hálózat | 2007. augusztus      | 3 000 000                       | Nyilvános 16 éven felülieknek                                                   | 11 684                   |
| Federated Media's BigTent  | Kommunikációs és szervezési oldal csoportok számára |                      |                                 | Nyilvános 18 éven felülieknek (13–18 évesek szülői engedéllyel csatlakozhatnak) | 34 047                   |
| Biip.no                    | Norvég közösség | 2005. június 1.      | 430 000                         | Használatához norvég telefonszám szükséges                                      | 65 176                   |
| BlackPlanet                | Afrikai származású amerikaiak | 1999. szeptember 1.  | 20 000 000                      | Nyilvános                                                                       | 2350                     |
| Blauk                      | Azok, akiknek mondanivalójuk van egy ismeretlennel vagy ismerőssel kapcsolatban. | 2010                 |                                 | Nyilvános 10 éven felülieknek                                                   | 937 454                  |
| Blogster                   | Bloggoló közösség | 2005. november 24.   | 85 579                          | Nyilvános                                                                       | 23 485                   |
| Bolt.com                   | Általános |                      |                                 | Nyilvános                                                                       | 111 069                  |
| Buzznet                    | Zenei és popkultúra | {2005                | 10 000 000                      | Nyilvános                                                                       | 1132                     |
| CafeMom                    | Édesanyák | 2006. december       | 1 250 000                       | Nyilvános anyáknak és kismamáknak                                               | 4333                     |
| Cake Financial             | Befektetés | 2007. szeptember 17. |                                 | Nyilvános                                                                       | 481922                   |
| Care2                      | Zöldek és aktivistáik | 1998                 | 9 961 947                       | Nyilvános                                                                       | 2594                     |
| CaringBridge               | Olyan nonprofit szervezet, mely ingyenes honlapot biztosít olyan eseményeknek, melyek egy egészségügyi szűrésre, felvilágosításra hozzák össze a családokat.                                        |                      | 9 500 000                       | Nyilvános 18 éven felülieknek                                                   | 4198                     |
| Cellufun                   | Mobil ismeretségi hálózat játékokkal. A 8. legnépszerűbb amerikai mobilos ismeretségi hálózat. | 2007                 | 3 000 000                       | Nyilvános to people 14 and older                                                | 46 773                   |
| Classmates.com             | Iskola, munka és a hadsereg | 1995                 | 50 000 000                      | Nyilvános 18 éven felülieknek                                                   | 2961                     |
| Cloob                      | Általános, Iránban népszerű |                      |                                 | Nyilvános                                                                       | 914                      |
| CouchSurfing               | Olyan hálózat az interneten, mely az utazókat és a meglátogatott helyszínek lajkóit hozza közelebb.                                                                                                 |                      | 1 560 459                       | Nyilvános                                                                       | 3711                     |
| CozyCot                    | Dél- és délkelet-ázsiai nők | 2001                 | 150 000                         | Nyilvános                                                                       | 3711                     |
| Cross.tv                   | Vallási alapú ismeretségi hálózat a világ keresztényei számára | 2008                 | 450 000                         | Nyilvános                                                                       | 30 741                   |
| Crunchyroll                | Animék |                      |                                 | Nyilvános                                                                       | 2328                     |
| Cyworld                    | Általános jellegű, Dél-Koreában népszerű. |                      | 24 000 000                      | Nyilvános                                                                       | 1027                     |
| DailyBooth                 | Fotoblogg, ahova a felhasználók minden nap feltöltenek egy fényképet | 2009. február 3.     |                                 | Nyilvános                                                                       | 5460                     |
| DailyStrength              | Gyógyászati és lelki segítséget nyújtó közösség. | 2007. november 4.    |                                 | Nyilvános                                                                       | 22054                    |
| Decayenne                  | Az amerikai és európai társadalom krémje | 2001.                |                                 | Meghívásos                                                                      | 154 733                  |
| delicious                  | Közösségi könyvjelzőgyűjtemény. Ide el lehet menteni azokat a honlapokat, melyek felkeltették az érdeklődésünket.                                                                                   | 2003. szeptember     | 8 822 921                       | Nyilvános                                                                       | 239                      |
| deviantART                 | Művészeti közösség | 2000. augusztus 7.   | 9 040 962                       | Nyilvános                                                                       | 126                      |
| Disaboom                   | Fogyatékkal élő emberek |                      |                                 | Nyilvános                                                                       | 112 712                  |
| Dol2day                    | Politikai közösség, ismeretségi hálózat, internetes rádió(Német nyelvterület |                      | 40 200                          | Nyilvános                                                                       | 554 616                  |
| DontStayIn                 | Klub jellegű |                      |                                 | Nyilvános                                                                       | 19 022                   |
| Draugiem.lv                | Általános (Lettország, Litvánia, Magyarország) |                      | 2 600 466                       | Meghívásos                                                                      | 2 272                    |
| douban                     | Kínai Web 2.0 oldal, melyen a felhasználók könyvek, filmek, zenék ismertetőit oszthatják meg. Ez a kínai könyvek, filmek és zenék legnagyobb katalógusa, és Kína egyik legnagyobb online közössége. | 2005                 | 46 850 000                      | Nyilvános                                                                       | 139                      |
| Elftown                    | A fantasy és sci-fi köré szerveződött közösség és wiki. |                      | 185 000                         | Nyilvános,                                                                      | 17 681                   |
| Epernicus                  | Kutatóknak |                      |                                 | Nyilvános                                                                       | 293 955                  |
| Eons.com                   | A baby boom idején születetteknek |                      |                                 | Nyilvános 13 éven felülieknek                                                   | 27 320                   |
| Experience Project         | Élettapasztalatok |                      |                                 | Nyilvános                                                                       | 3452                     |
| Exploroo                   | Utazási ismeretségi hálózat. |                      |                                 | Nyilvános                                                                       | 209 868                  |
| Facebook                   | Általános. | 2004. február        | 640 000 000+                    | Nyilvános 13 éven felülieknek                                                   | 2                        |
| Faceparty                  | Általános Az Egyesült királyságban népszerű |                      | 200 000                         | Meghívásos, csak 18 éven felülieknek                                            | 28 760                   |
| Faces.com                  | Brit tinédzserek |                      |                                 | Nyilvános 13 éven felülieknek                                                   | 120 665                  |
| Fetlife                    | A BDSM kedvelői |                      | 500 000                         | Mindenki megtekinthet felnőtt tartalmakat.                                      | 5513                     |
| FilmAffinity               | Filmek és filmsorozatok | 2002                 | 250 000                         | Nyilvános                                                                       | 3916                     |
| FitFinder                  | Anonim mikroblogos rendszer brit diákoknak |                      |                                 | Nyilvános                                                                       | 322 113                  |
| FledgeWing                 | Vállalkozói közösség, melynek fő célközönsége az egyetemi hallgatók |                      |                                 | Nyilvános                                                                       | 1 793 990                |
| Flixster                   | Filmek | 2007                 | 63 000 000                      | Nyilvános 13 éven felülieknek                                                   | 1018                     |
| Flickr                     | Fényképmegosztó, kommentáló, a fényképészettel kapcsolatos, világszerte megjelenő hírek gyűjtőhelye                                                                                                 | 2004. február        | 32 000 000                      | Nyilvános 13 éven felülieknek (Yahoo! bejelentkezés kell)                       | 33                       |
| Focus.com                  | B2B hálózat | 2005                 | 850 000                         | Nyilvános 13 éven felülieknek                                                   | 11 495                   |
| Folkdirect                 | Általános | 2010. június         | 80 000                          | Nyilvános 16 éven felülieknek                                                   | 19 932                   |
| Fotki                      | Fényképek, videók megosztása, fényképversenyek, újságok, fórumok, rugalmasan állítható nyilvánosság, visszajelzések, hangüzenetben való kommentálás                                                 | 1998. október        | 163 2565                        | Nyilvános                                                                       | 5367                     |
| Fotolog                    | Spanyolországban és Dél-Amerikában népszerű fotoblog |                      | 20 000 000                      | Nyilvános                                                                       | 1194                     |
| Foursquare                 | Lakóhely alapú mobilos ismeretségi közösség |                      | 2 000 000                       | Nyilvános                                                                       | 4539                     |
| Friends Reunited           | Brit ismerősök iskolából, utcáról, munkahelyről, a sportpályáról |                      | 19 000 000                      | Nyilvános 13 éven felülieknek                                                   | 10 231                   |
| Friendster                 | Délkelet-Ázsiában népszerű általános jellegű | 2002                 | 90 000 000                      | Nyilvános 16 éven felülieknek. Gyermekek nem regisztrálhatnak                   | 979                      |
| Frühstückstreff            | Általános | 2001. július         | 14 800                          | Nyilvános                                                                       | 1 253 155                |
| Gaia Online                | Animék és játékok, Kanadában, Európában és az USA területén népszerű honlap. Ázsiánban mérsékelten népszerű.                                                                                        |                      | 23 523 663                      | Nyilvános 13 éven felülieknek                                                   | 1 071                    |
| GamerDNA                   | Számítógépes és videojátékok | 2006. szeptember 21. | 310 000                         | Nyilvános                                                                       | 22 887                   |
| Gather.com                 | Cikkeket, videókat, képeket lehet megosztani |                      | 465 000                         | Nyilvános                                                                       | 3974                     |
| Gays.com                   | Az LMBT közösség ismeretségi hálózata. Ismertető a nekik szánt bárokról, éttermekről, klbokról, boltokról.                                                                                          | 2008. május 16.      | 100 000                         | Nyilvános, Global                                                               | 74 664                   |
| Geni.com                   | Családok, genealógia | 2007. július 16.     | 15 000 000                      | Nyilvános                                                                       | 5815                     |
| Gogoyoko                   | Méltányos játék a zenében. Zenészek és zenerajongók honlapja |                      |                                 | Béta verzióban lehetett meghívni                                                | 119 272                  |
| Goodreads                  | Könyvkatalógusm a könyvek szerelmeseinek | 2006. december       |                                 | Nyilvános                                                                       | 2543                     |
| Goodwizz                   | Globális kapcsolatépíő hálózat. Elsősorban franciaországban népszerű. | 2010. október        | 60 000                          | Nyilvános                                                                       | 214 214                  |
| Google Buzz                | Általános |                      |                                 | Nyilvános                                                                       |                          |
| GovLoop                    | Kormányon lévő és azon kívüli emberek számára |                      |                                 |                                                                                 |                          |
| Grono.net                  | Lengyelország |                      | 2 000 000                       | Nyilvános                                                                       | 2958                     |
| GS Fanatic                 | Zenész közösségi portál |                      | 46 392                          | Nyilvános                                                                       | 105580                   |
| Habbo                      | Tinédzserek hálózata. Világszerte 31 közösség, chat szobák, felhasználói profilok |                      | 200 000 000                     | Nyilvános 13 éven felülieknek                                                   | 6545                     |
| hi5                        | Általános Indiában, Mongóliában, Thaiföldön, Romániában, Jamaicán, Közép-Afrikában népszerű rendszer.                                                                                               | 2003                 | 80 000 000                      | Nyilvános 13 éven felülieknek. Gyermekek nem regisztrálhatnak                   | 265                      |
| Hospitality Club           | Önkéntesség |                      | 328 629                         | Nyilvános                                                                       | 38 258                   |
| Hotlist                    | Egy olyan hálózat, melynek célja azt kideríteni, ismerőseink hol voltak, vannak és lesznek. |                      | 80 000                          | Nyilvános                                                                       | 28 241                   |
| HR.com                     | A humánerőforrás-menedzsmenttel foglalkozó szakértők ismeretségi hálója | 1999                 | 194 000                         | Nyilvános                                                                       | 60 048                   |
| Hub Culture                | Azok a befolyásos emberek, akik értéket akarnak teremteni. | 2002. november       | 20 000                          | Meghívásos                                                                      | 515 308                  |
| Hyves                      | Általános, legnépszerűbb Hollandiában. |                      | 10 097 000                      | Nyilvános                                                                       | 225                      |
| Ibibo                      | Tehetségkutató ismeretségi hálózat, melyen bárki megmutathatja magát, és így új tehetségeket lehet felfedezni. indiában a legnépszerűbb.                                                            |                      | 3 500 000                       | Nyilvános                                                                       | 695                      |
| Identi.ca                  | Twitter-szerű szolgáltatások hackereknek és a szabad szoftverek kedvelőinek. |                      | 395 695                         | Nyilvános                                                                       | 3822                     |
| Indaba Music               | Zenészek, remixesek internetes közössége |                      | 350 000                         | Nyilvános, Globális                                                             | 55 062                   |
| IRC-Galleria               | Finnország |                      | 505 000                         | Nyilvános, 12 éven felüli, finnül beszélők számára                              | 3302                     |
| italki.com                 | Nyelvtanuló hálózat Több mint 100 nyelv |                      | 500 000                         | Nyilvános, Globális                                                             | 29 939                   |
| InterNations               | Nemzetközi közösség |                      |                                 | Meghívásos rendszer                                                             | 25 604                   |
| Itsmy                      | Mobilos közösség, barátságépítés, blog, személyes TV |                      | 2500 000                        |                                                                                 | 206 437                  |
| Jaiku                      | Mikroblogos, általános rendszer, a Google tulajdona. | 2006. február        |                                 | Nyilvános 13 éven felülieknek                                                   | 15 661                   |
| kaioo                      | Általános, nonprofit | 2007. november       | 30 000                          |                                                                                 | 386 200                  |
| Kaixin001                  | Általános, egyszerűsített kínai írással, kínai felhasználóknak |                      |                                 | Nyilvános                                                                       | 61                       |
| Kiwibox                    | Általános | 1999                 | 2 400 000                       | Nyilvános to people 13 and older                                                | 104 563                  |
| KKVHÁZ                     | Üzleti és szakmai hálózat | 2010                 | 76                              | Nyilvános 18 éven felettieknek                                                  | 2,832,941                |
| Lafango                    | Tehetségkutató, médiamegosztó oldal |                      |                                 | Nyilvános                                                                       | 35 810                   |
| Last.fm                    | Zene | 2002                 | 30 000 000                      | Nyilvános                                                                       | 310                      |
| LibraryThing               | könyvek szerelmeseinek |                      | 400 000                         | Nyilvános 13 éven felülieknek                                                   | 4529                     |
| Lifeknot                   | Közös érdeklődési kör, hobbi |                      |                                 | Nyilvános 18 éven felülieknek                                                   | 602 117                  |
| LinkedIn                   | Üzleti és szakmai hálózat | 2003. május          | 100 000 000                     | Nyilvános 18 éven felülieknek                                                   | 17                       |
| LinkExpats                 | Emigránsok ismeretségi hálózata. öbb mint 100 ország |                      |                                 | Nyilvános                                                                       | 1 668 484                |
| Listography                | Önéletrajzok gyűjteménye |                      |                                 | Nyilvános                                                                       | 197 009                  |
| LiveJournal                | Blog. Oroszországban és más oroszul beszélő lakosok körében népszerű. | 1999. április 15.    | 17 564 977                      | Nyilvános (OpenID)                                                              | 81                       |
| Livemocha                  | Online nyelvtanulás 35 nyelven |                      | 5 000 000                       | Nyilvános                                                                       | 4079                     |
| LunarStorm                 | Svédország |                      | 1200 000                        | Nyilvános                                                                       | 65 874                   |
| MEETin                     | Általános |                      |                                 | Nyilvános                                                                       | 173 717                  |
| Meetup.com                 | Általános. Valóságos találkozásokat lehet megbeszélni. |                      |                                 | Nyilvános 18 éven felülieknek                                                   | 739                      |
| Meettheboss                | Pénzügyi és gazdasági közösség |                      |                                 | Nyilvános                                                                       | 107 180                  |
| Miutcánk                   | Közösségi oldal szomszédoknak |                      |                                 | Nyilvános                                                                       |                          |
| Mixi                       | Japán | 2000. október 25.    | 24 323 160                      | Meghívásos                                                                      | 85                       |
| mobikade                   | Brit mobilos közösség |                      |                                 | Nyilvános 18 éven felülieknek                                                   | 1 851 728                |
| MocoSpace                  | Monilos közösség |                      | 3 000 000                       | Nyilvános 14 éven felülieknek                                                   | 3685                     |
| MOG                        | Zene |                      |                                 | Nyilvános 14 éven felülieknek                                                   | 4221                     |
| MouthShut.com              | Ismeretségi hálózat, közösségi média |                      |                                 | Nyilvános                                                                       | 2545                     |
| Mubi (website)             | Mozis |                      | 200 000                         | Nyilvános                                                                       | 25 648                   |
| Multiply                   | Valós kapcsolatok. Elsősorban Ázsiában népszerű |                      | 10 000 000                      | Nyilvános 13 éven felülieknek. Gyermekek nem regisztrálhatnak                   | 246                      |
| Muxlim                     | Muzulmán portál | 2006                 | 50 000                          | Nyilvános 13 éven fülieknek                                                     | 59 099                   |
| MyAnimeList                | Animék |                      | 160 000                         | Nyilvános 13 éven felülieknek                                                   | 6096                     |
| MyHeritage                 | Családbarát közösségi szolgáltatások |                      | 30 000 000                      | Nyilvános                                                                       | 2953                     |
| MyLife                     | Családok, varátok felkutatása, a kapcsolat fenntartása. (réjgebben Reunion.com) |                      | 51 000 000                      | Nyilvános                                                                       | 1481                     |
| My Opera                   | Blog, mobilblog, fényképmegosztás, kapcsolattartás. |                      | 5 500 000                       | Nyilvános                                                                       |                          |
| Myspace                    | Általános | 2003. augusztus      | 100 000 000+                    | Nyilvános 13 éven felülieknek                                                   | 46                       |
| myYearbook                 | Általános |                      | 20 000 000                      | Nyilvános 13 éven felülieknek                                                   | 851                      |
| Nasza-klasa.pl             | Iskola és barátok. Lengyelországban népszerű |                      | 11 000 000                      | Nyilvános                                                                       | 110                      |
| Netlog                     | Általános. Európában, Törökországban, az arab világban, valamint Québecben népszerü. Régebben Facebox és Redbox néven szerepelt.                                                                    |                      | 70 000 000                      | Nyilvános 13 éven felülieknek                                                   | 130                      |
| Nettby                     | Norvég közösség | 2006. szeptember 14. |                                 | Nyilvános                                                                       | 2719                     |
| Nexopia                    | Kanada |                      | 1 400 000                       | Nyilvános 13 éven felülieknek                                                   | 24 071                   |
| NGO Post                   | Nonprofit hírcentrum, India |                      | 15 000                          | Nyilvános                                                                       | 70 134                   |
| Ning                       | A felhasználók saját maguk alakítják ki honlapjukt és ismeretségi hálózatukat. |                      |                                 | Nyilvános 13 éven felülieknek                                                   | 132                      |
| Odnoklassniki              | Találkozás régi osztálytársakkal. Oroszországban és a többi olt szovjet tagköztársaságban népszerű.                                                                                                 |                      | 45 000 000                      | Nyilvános                                                                       | 92                       |
| OneClimate                 | Ismeretségi hálózat, Climate Change |                      |                                 | Nyilvános                                                                       | 307 773                  |
| OneWorldTV                 | Nonprofit videómegosztó polrtál olyan embereknek, akiket érdekelnek a társadalmi kérdések, a változások, a környezet.                                                                               |                      |                                 | Nyilvános                                                                       | 27 434 227               |
| Open Diary                 | Az első onlne bloggerközösség | 1998                 | 5 000 000                       | Nyilvános 13 éven felülieknek                                                   | 39 290                   |
| Orkut                      | Általános, a Google tulajdona. Indiában és Brazíliában népszerű. | 2004. január 22.     | 100 000 000                     | Nyilvános to people 18 and older, (Google login)                                | 43                       |
| OUTeverywhere              | LGBT Közösség |                      |                                 | Nyilvános                                                                       | 329887                   |
| Passportstamp              | Utazás |                      |                                 | Nyilvános                                                                       | 366 598                  |
| Partyflock                 | Holland virtuális közösség azok számára, akiket érdekel a house és más elektronikus tánczene. 2001. óta Hollandia egyik legnagyobb dance közösségévé nőtte ki magát.                                | 2001. november 10.   | 321 125                         | Nyilvános 18 év felettieknek                                                    | 7226                     |
| Pingsta                    | Az internetes munka szakértőinek világszintű közössége |                      |                                 | Meghívásos                                                                      | 1668955                  |
| Plaxo                      | Gyűjtő |                      | 15 000 000                      | Nyilvános                                                                       | 1533                     |
| Playahead                  | Svéd dán tinédzserek |                      |                                 | Zárt                                                                            | 63 081                   |
| Playlist.com               | Általános, zenei |                      |                                 | Nyilvános 13 év felettieknek                                                    |                          |
| Plurk                      | Mikroblogg, RSS, frissítések. Nagyon népszerű Tajvanon. |                      |                                 | Nyilvános                                                                       | 1072                     |
| Present.ly                 | Vállalkozói ismeretségi hálózat, mikroblog |                      |                                 | Nyilvános                                                                       | 4 893 711                |
| Qapacity                   | Üzletközpontú közösségi oldal és nÜzletközpontú közösségi oldal és névjegyzék |                      |                                 | Nyilvános 16 év felettieknek                                                    | 96 847                   |
| Quechup                    | Általános, barátság | 2007                 |                                 | Nyilvános 16 év felettieknek                                                    | 150 757                  |
| Qzone                      | Általános, egyszerűfsített kínai írással író oldal Kínában élőknek. |                      | 480 000 000                     | Nyilvános                                                                       |                          |
| Raptr                      | Videojátékok |                      |                                 | Nyilvános                                                                       | 25 664                   |
| Ravelry                    | Szabás varrás |                      | 743 930                         | Nyilvános                                                                       | 7811                     |
| Renren                     | Jelentős kínai oldal |                      | 15 000 000                      | Nyilvános                                                                       | 103                      |
| ResearchGate               | Kutatók ismeretségi hálózata |                      | 400 000                         | Nyilvános                                                                       | 23 095                   |
| ReverbNation.com           | Zenészek és együttesek ismeretségi hálózata |                      | 500 000                         | Nyilvános 16 év felett                                                          | 4422                     |
| Ryze                       | Üzlet |                      | 500 000                         | Nyilvános                                                                       | 19 839                   |
| ScienceStage               | Tudományos multimédiás platform, elsősorban tudósoknak |                      |                                 | Nyilvános                                                                       | 26 804                   |
| Scispace.net               | Tudósok közösségi munkatere |                      |                                 | Meghívásra, de lehet igényelni                                                  | 1 231 795                |
| ShareTheMusic              | Zenei közösség, ahol ingyen és legálisan lehet zenét hallgatni, illetve megosztani |                      |                                 | Nyilvános                                                                       | 471 712                  |
| Shelfari                   | Könyvek | 2006. november 11.   |                                 | Nyilvános                                                                       | 19 681                   |
| SiteTalk                   | A szórakozáson felül pénzkereseti lehetőséget is biztosít az üzleti érdeklődésű tagjainak.Bemutató videó: https://www.youtube.com/watch?v=Om4LVK0CBMc                                               | 2010. január         | 13 millió tag (2013. augusztus) | Nyilvános                                                                       | 2708                     |
| Skyrock                    | A francia nyelvterület közösségi oldala |                      | 22 000 000                      | Nyilvános                                                                       | 111                      |
| Social Life (website)      | A világ számos pontján élő brazil elit közösségi portálja | 2008                 | 550 000                         | Meghívásos                                                                      | 154 533                  |
| SocialVibe                 | Jótékonysági közösségi hálózat |                      | 435 000                         | Nyilvános                                                                       | 41 927                   |
| Sonico.com                 | Általános. A spanyol és portugál nyelvűek körében népszerű |                      | 17 000 000                      | Nyilvános 13 éven felülieknek                                                   | 507                      |
| Stickam                    | Élő videomegosztás és chat |                      | 2 000 000                       | Nyilvános                                                                       | 2742                     |
| StudiVZ                    | Német nyelvű országok egyetemistái. A fiatalabbak a schülerVZ és a meinVZ oldalakon keresztül regisztrálhatnak                                                                                      |                      | 17 000 000                      | Nyilvános                                                                       | 316                      |
| StumbleUpon                | Olyan oldalakra irányít, melyek megfelelnek a megadott érdeklődési köröknek |                      | 10 600 000                      | Nyilvános                                                                       | 185                      |
| Tagged                     | Általános |                      | 100 000 000                     | Nyilvános                                                                       | 117                      |
| TalentTrove                | Online tehetségek hálózata |                      |                                 | Nyilvános                                                                       | 21 177                   |
| Talkbiznow                 | Üzleti hálózatok |                      |                                 | Nyilvános                                                                       | 283 770                  |
| Taltopia                   | Művészek internetes közössége |                      |                                 | Nyilvános                                                                       | 52 759                   |
| Taringa!                   | Általános |                      | 350 000                         | Nyilvános 13 éven felülieknek                                                   | 126                      |
| TeachStreet                | Oktatás, tanulás, tanítás |                      |                                 | Nyilvános                                                                       | 61 492                   |
| TravBuddy.com              | Utazás | 2005                 | 1 588 000                       | Nyilvános 18 éven felül                                                         | 11 789                   |
| Travellerspoint            | Utazás | 2002                 | 310 000                         | Nyilvános                                                                       | 11 486                   |
| tribe.net                  | Általános |                      |                                 | Nyilvános                                                                       | 5706                     |
| Trombi.com                 | A Classmates.com francia részlege |                      | 4 400 000                       |                                                                                 | 7283                     |
| Tuenti                     | Spanyolországra összpontosító egyetemi és főiskolai közösségi hálózat |                      | 4 500 000                       | Meghívásos                                                                      | 291                      |
| Tumblr                     | Általános Mikroblog, RSS | 2007                 |                                 | Nyilvános                                                                       | 245                      |
| Twitter                    | Általános, mikroblog, RSS, frissítések | 2006. július 15.     | 175 000 000                     | Nyilvános                                                                       | 10                       |
| Vampirefreaks.com          | Ipari szubkultúra | 1999                 | 1 931 049                       | Nyilvános 13 év felett                                                          | 7577                     |
| Viadeo                     | Angol, német, francia, olasz, spanyol és portugál nyelven elérhető ismeretségi hálózat. |                      | 30 000 000                      | Nyilvános                                                                       | 805                      |
| Virb                       | Elsősorban művészekre, közülük is zenészekre és fényképészekre koncentráló közösségi hálózat | 2007                 |                                 | Nyilvános                                                                       | 22 474                   |
| Vox                        | Blogok |                      |                                 | Nyilvános                                                                       | 1319                     |
| Wakoopa                    | A számítógépesek közül azoknak, akik új szoftvereket és játékokat akarnak felfedezni |                      |                                 | Nyilvános                                                                       | 9420                     |
| Wattpad                    | Az e-könyvek íróinak, olvasóinak, megosztóinak a honlapja |                      |                                 | Nyilvános                                                                       | 11 008                   |
| Wasabi                     | Brit központú általános |                      |                                 | Nyilvános                                                                       | 95 188                   |
| WAYN                       | Utazás és életmód | 2003. május          | 10 000 000                      | Nyilvános 18 éven felülieknek                                                   | 2 974                    |
| WebBiographies             | Genealógia és életrajzok |                      |                                 | Nyilvános                                                                       | 734 214                  |
| WeeWorld                   | Tinédzserek 10–17 évesek |                      | 30 000 000                      | Nyilvános                                                                       | 8729                     |
| WeOurFamily                | A biztonságra és az adatok védelmére koncentráló oldal |                      |                                 | Nyilvános, előfizetéses                                                         | 685 337                  |
| Wer-kennt-wen              | Általános |                      |                                 | Általános                                                                       | 441                      |
| weRead                     | Könyvek | 2007. június         | 4 000 000                       | Nyilvános                                                                       | 80 233                   |
| Windows Live Spaces        | Blogok |                      | 120 000 000                     | Nyilvános                                                                       |                          |
| WiserEarth                 | A társadalmi igazság és a környezetvédelem mozgalmainak online közössége |                      | 45 000                          | Nyilvános 16 év felett                                                          | 77 143                   |
| WorldFriends               | | 2000. január         |                                 |                                                                                 | 31 970                   |
| Xanga                      | Blogok |                      | 27 000 000                      | Nyilvános                                                                       | 768                      |
| XING                       | Üzlet |                      | 8 000 000                       | Nyilvános                                                                       | 269                      |
| Xt3                        | A 208-as Világifjúsági Nap után létrehozott katolikus ismeretségi hálózat |                      |                                 | Nyilvános                                                                       | 459 914                  |
| Yammer                     | Kollégák közötti ismeretségi hálózat |                      |                                 | Céges e-mail cím kell                                                           | 32 993                   |
| Yelp, Inc.                 | Helyi üzleti folyóirat |                      |                                 | Nyilvános                                                                       | 343                      |
| Youmeo                     | Brit ismeretségi hálózat (az adatmozgatásra fókuszál) |                      |                                 | Nyilvános                                                                       | 1 680 191                |
| Zoo.gr                     | Találkozóhely görögöknek az interneten | 2004                 | 890 000                         | Nyilvános                                                                       | 8057                     |
| Zooppa                     | A kreativ tehetségek internetes közössége |                      | 60 000                          | Nyilvános 14 év felettieknek                                                    | 88 555                   |